# Tretoserphus perkinsi
Tretoserphus perkinsi är en stekelart som först beskrevs av Nixon 1942.  Tretoserphus perkinsi ingår i släktet Tretoserphus, och familjen svartsteklar. Arten är reproducerande i Sverige.